# 1579 год в науке
В 1579 году произошли различные научные и технологические события, некоторые из которых представлены ниже.

## События
- Иероним Фабриций обнаружил складки, служащие клапанами в венах[1].

## Публикации
- В «Каноне математики» (Canonem mathematicum) Франсуа Виет  развивает теорию десятичных дробей (малоизвестных в тот период) и их применение в геометрии и тригонометрии[2].
- Аврам Ортелий : Parergon et Nomenclator Ptolemaicus (1579), изд Христофор Плантен, Антверпен;

## Родились
См. также: Категория:Родившиеся в 1579 году'
- 12 января (дата крещения) — Ян Баптиста ван Гельмонт, фламандский химик и физиолог (умер в 1644 году).
- 13 июля — Артур Ди, английский врач и алхимик (умер в 1651 году)

## Скончались
См. также: Категория:Умершие в 1579 году
- 16 февраля — Гонсало Хименес де Кесада, испанский историк и конкистадор (род. в 1509 году),
- 12 марта — Алессандро Пикколомини, итальянский переводчик, гуманист, писатель,философ и астроном (род. в 1508 году),
- 17 июня — Ян Стаде, фламандский математик и астроном (род. около 1527 года)
- Ханс Штаден, немецкий конкистадор (род. около 1525 года)